# Charles Maung Bo
Charles Maung Bo, S.D.B. (n. Mohla, Shwebo, Birmania, 29 de octubre de 1948) es el actual arzobispo de Yangón. Fue colocado en el actual cargo el 7 de junio de 2003.

## Temprana edad y educación
Bo nació el 29 de octubre de 1948, en el poblado de Mohla, Distrito de Shwebo, región de Mandalay, Birmania. Sus padres fueron John Bo y Juliana Aye Tin. El padre de Bo, un agricultor, murió cuando él tenía dos años de edad. Posteriormente, fue enviado a un internado salesiano en Mandalay. De 1962 a 1976, Bo estudió en el Aspirantado Nazareth, un seminario salesiano, en el poblado de Anisakan, cerca de Maymyo (hoy Pyin U Lwin).

## Carrera
Bo fue ordenado sacerdote de la orden salesianos de Don Bosco el 9 de abril de 1976. También,  nombrado prefecto de la Diócesis de Lashio en 1986. Cuatro años más tarde, fue consagrado obispo de Lashio. En 1996, fue transferido a la Diócesis de Pathein.

## Cardenalato
El 4 de enero de 2015, el papa Francisco anunció que crearía a Bo cardenal de la Iglesia Católica el 14 de febrero del mismo año. En esa ceremonia, le fue asignado el título cardenalicio de San Irineo en Centocelle
El 17 de marzo de 2015 fue nombrado miembro de la Congregación para los Institutos de Vida Consagrada y las Sociedades de Vida Apostólica y del Pontificio Consejo de la Cultura.
El 30 de junio de 2016 fue nombrado miembro de la Secretaría para la Comunicación.
El 17 de marzo de 2020 fue nombrado miembro de la Congregación para los Institutos de Vida Consagrada y las Sociedades de Vida Apostólica in aliud quinquennium.
El 12 de mayo de 2020 fue confirmado como miembro del Pontificio Consejo de la Cultura in aliud quinquennium.
El 30 de noviembre de 2021 fue confirmado como miembro del Dicasterio para la Comunicación in aliud quinquennium.
El 3 de mayo de 2022 fue nombrado miembro de la Congregación para el Culto Divino y la Disciplina de los Sacramentos ad quinquennium.